# 3250 Мартебо
3250 Мартебо (3250 Martebo) — астероїд головного поясу, відкритий 6 березня 1979 року.
Тіссеранів параметр щодо Юпітера — 3,218.